# Ла Рошел
Ла Рошел (фр. La Rochelle) француска је општина смештена у региону Нова Аквитанија. По подацима из 2019. године број становника у месту је био 77.205.

## Географија
Ла Рошел се налази на западу централне Француске, 480 km од Париза и на обали Атлантског океана. Будући заштићен низом острва (Ре, Олерон и Екс), представља идеално место за заклон морнарима за време олуја. Временом је значај риболова опао, те је лука изгубила на важности. Данас је Ла Рошел превасходно администативни град. Маја 1988. лука је мостом повезана са острвом Ре.

### Клима
| Клима (Ла Рошел)           | Клима (Ла Рошел) | Клима (Ла Рошел) | Клима (Ла Рошел) | Клима (Ла Рошел) | Клима (Ла Рошел) | Клима (Ла Рошел) | Клима (Ла Рошел) | Клима (Ла Рошел) | Клима (Ла Рошел) | Клима (Ла Рошел) | Клима (Ла Рошел) | Клима (Ла Рошел) | Клима (Ла Рошел) |
| Показатељ \ Месец          | .Јан.            | .Феб.            | .Мар.            | .Апр.            | .Мај.            | .Јун.            | .Јул.            | .Авг.            | .Сеп.            | .Окт.            | .Нов.            | .Дец.            | .Год.            |
| -------------------------- | ---------------- | ---------------- | ---------------- | ---------------- | ---------------- | ---------------- | ---------------- | ---------------- | ---------------- | ---------------- | ---------------- | ---------------- | ---------------- |
| Средњи максимум, °C (°F)   | 8,5 (47,3)       | 9,9 (49,8)       | 12,1 (53,8)      | 14,7 (58,5)      | 17,9 (64,2)      | 21,3 (70,3)      | 23,8 (74,8)      | 23,5 (74,3)      | 21,8 (71,2)      | 18,0 (64,4)      | 12,6 (54,7)      | 9,2 (48,6)       | 16,1 (61)        |
| Просек, °C (°F)            | 5,9 (42,6)       | 6,9 (44,4)       | 8,7 (47,7)       | 11,1 (52)        | 14,3 (57,7)      | 17,5 (63,5)      | 19,8 (67,6)      | 19,6 (67,3)      | 17,8 (64)        | 14,2 (57,6)      | 9,4 (48,9)       | 6,6 (43,9)       | 12,7 (54,9)      |
| Средњи минимум, °C (°F)    | 3,4 (38,1)       | 2,8 (37)         | 5,4 (41,7)       | 7,4 (45,3)       | 10,7 (51,3)      | 13,7 (56,7)      | 15,8 (60,4)      | 15,7 (60,3)      | 13,7 (56,7)      | 10,5 (50,9)      | 6,3 (43,3)       | 3,9 (39)         | 9,2 (48,6)       |
| Количина падавина, mm (in) | 82,5 (32,48)     | 66,1 (26,02)     | 57,0 (22,44)     | 52,7 (20,75)     | 61,1 (24,06)     | 42,9 (16,89)     | 35,1 (13,82)     | 46,4 (18,27)     | 56,5 (22,24)     | 81,6 (32,13)     | 91,8 (36,14)     | 81,8 (32,2)      | 755,3 (297,36)   |
| [ тражи се извор ]         |                  |                  |                  |                  |                  |                  |                  |                  |                  |                  |                  |                  |                  |

## Историја
Иако је простор на коме се данас налази освојен још у галско-римско време, није постојало никакво насеље све до X века, када је град основан.
У XII и XIII веку путеви витезова Темплара сустицали су се у Ла Рошелу, који је у то време представљао њихову главну луку на Атлантику. Сећање на то време остало је забележено у називима многих тргова и улица у граду.
 Године 1137. Гијом X, гроф од Аквитаније, доделио је Ла Рошелу статус слободне луке. Педесет година касније, по први пут у историји Француске, изабран је вољом народа градоначелник Ла Рошела — Гијом де Монмирај. Све до XV века Ла Рошел је остао највећа лука на обали Атлантика, позната углавном по трговини вином и сољу. Током Стогодишњег рата град је прелазио наизменично у руке Енглеза и Француза, већ према одредбама постигнутог примирја. Споразумом из Бретињија град је дефинитивно потпао под власт енглеске круне, али су његови житељи, лукавством градоначелника Шодријеа, напослетку, ипак, протерали Енглезе. Определили су се за повратак у Француско краљевство уз проширење постојећих надлежности, што им је донело висок степен аутономије у односу према краљу.
У време ренесансе Ла Рошел је почео да усваја реформистичке идеје и, почев од 1568, постао је седиште хугенота, подстичући период слободе и просперитета до 1620. године. Остало је, међутим, забележено да је анжујски гроф, будући краљ Анри III, 1572. поставио опсаду испред града. После више неуспелих покушаја, поставши у међувремену и краљ Пољске, напустио је опсаду. Године 1622. гроф од Гиза поразио је рошелску флоту, којом је командовао Жан Гитон.
 Град је напослетку ушао у сукоб са влашћу Луја XIII када су топовска ђулад први пут размењена 10. септембра 1627. године са трупама оданим краљу. Уследила је затим опсада Ла Рошела 14. августа 1627, током које је кардинал Ришеље држао град у блокади до 1. новембра 1628. (дакле, 14 месеци), када се град најзад предао изгубивши право избора градоначелника и остале привилегије. Прогон великих размера над хугенотима достигао је врхунац стављањем ван снаге Нантског едикта, који је укинио Луј XIV. Много хугенота је тада избегло и основало нове градове, један од њих је и Њу Рошел.
Године 1648. седиште оближње бискупије је пресељено у Ла Рошел. Године 1719. основана је трговачка комора.
Период који је затим уследио обележен је интензивним разменама са Новим светом (Нова Француска у Канади, Антили). Била је то епоха трговине између Француске, Африке — где су морепловци набављали робове — и Антила.
За време Другог светског рата, Немачка је у Ла Рошелу оформила јаку подморничку базу (која је, касније, послужила као сценографија за филм Das Boot). Као јако немачко упориште, Ла Рошел је последњи француски град који је ослобођен на крају рата.

## Демографија
| 1962.  | 1968.  | 1975.  | 1982.  | 1990.  | 1999.  | 2006.  | 2011.  |
| ------ | ------ | ------ | ------ | ------ | ------ | ------ | ------ |
| 66.590 | 73.347 | 75.367 | 75.840 | 76.094 | 76.584 | 77.196 | 74.880 |

## Споменици и туристичка места

### Ланчана кула
Једна од две знамените куле Ла Рошела.
Не зна се када је тачно саграђена. Према Клоду Масу подигнута је између 1378. и 1380. Према другим документима, то се збило између 1382. и 1390.
Године 1651. једна експлозија је озбиљно оштетила кровну конструкцију и кружни пут.
Године 1827. мала ланчана кула је уништена. У њој се налазио чекрк који је затезао тежак ланац којим је затваран уски пловидбени пролаз између две куле.
Рестаурација велике куле одиграла се тек пред крај XIX и на почетку XX века.

### Акваријум
Акваријум је 2001. године измештен у сам центар града. Један је од највећих европских акваријума. Неких 10.000 животињских врста из Атлантика, Средоземља, тропских мора... сакупљено у око три милиона литара воде! Можете посетити сајт акваријума у Ла Рошелу на следећој адреси:

### Кула Светог Николе
Друга по значају кула у Ла Рошелу.
Има приближно петоугаону основу и висину од тридесет шест метара. Унутрашњост чине три осмоугаоне сале, које се налазе једна изнад друге, од којих су две засвођене.
Првобитно, кула је била пободена на кољу и изолована на води. Ниједан бедем је није повезивао са копном.
У другој половини XVI века изграђена је кула каквом је данас познајемо.
На боку куле може се видети почетак једне аркаде. Архитекта Лиш, који је био задужен за рестаурацију кула крајем XIX века, дошао је до закључка да је можда постојао мост лучног облика између Куле Светог Николе и мале ланчане куле. Међутим, ниједна гравура нити текст не помињу такав један мост. Биће да мост никада и није био изграђен.

### Кула са великим часовником
Велики часовник првобитно је представљао улаз у утврђени град, који је био пробушен кроз првобитни бедем. У XIII веку његов назив је био капија Паро или Перо, јер је пружао улаз у предграђе с тим именом. Капију су, заправо, чинила два отвора пробушена кроз зидину. Већи је био намењен теретним колима, а мањи пешацима.
Године 1478. изнад капије је постављен октогонални звоник.
Године 1672. оба отвора су спојена у један лучни пролаз како би се олакшала циркулација.
Године 1746. горњи део здања је порушен како би се на том месту изградио данашњи зидни часовник у стилу Луја XV, са научним и војним атрибутима.
Данас је у кули смештен Археолошки музеј, а она је и дан-данас једна од најважнијих тачки пролаза између кеја и старог дела града.

### Фењер-кула
То је кула висока 55 m; састоји се од два дела. Основу чини цилиндар висине 25 m, са пречником дужим од 15 m.
Унутрашњост чини више сала поређаних једна изнад друге. На унутрашњим зидовима се могу видети многобројни исписи и цртежи урезани у камену рукама енглеских, шпанских и холандских морепловаца који су тамо били заточени између XVII и XIX века.
Чинила је део средњовековног бедема и подигнута је највероватније на месту једне пређашње куле. Градња је започета 1445, а завршена тек 23 године касније, тј. 1468. Налазила се на југозападу средњовековне тврђаве и служила је као светионик. У то време налазила се на самој обали мора.
Остала је неоштећена након што је утврђење сравњено са земљом 1629, да би потом постала саставни део нових зидина 1689. Од 1900. до 1914, рестаураторским радовима, рађеним по пројекту Жиста Лиша, враћен јој је средњовековни изглед.
Различита имена куле:
Најстарији назив јој је Зауставна кула. Према неким изворима, морепловци би били разоружани одмах по доласку. Једна машина на Фењер-кули узимала је топове са бродова, који су затим могли ући без претњи по град.
Године 1568. у циљу ојачавања зидина, порушене су бројне цркве. Католици беху побегли изван градских зидина, али је тринаест свештеника, ипак, ухапшено и заточено у кулу. Наредних недеља су заклани и бачени у море са врха куле. После тог трагичног догађаја кула је постала позната као Кула свештеникâ. Тај је назив добио још више на актуелности након што је разуларена маса заклала још четири свештеника 21. марта 1789.
Најзад, 1822. двојица актера „Завере из Ла Рошела“ затворена су у кулу, пре него што ће над њима, заједно са још двојицом, бити извршена смртна казна у Паризу. Кула се отада једно време звала Кула четири водника.

## Култура
- Сваког лета, почев од 1985, град је домаћин фестивала Франкофоли
- Од 1973. године тамо се одржава Међународни филмски фестивал (други по броју посетилаца у Француској, одмах иза Кана)
- Џез фестивал између две куле одржава се једанпут годишње

## Партнерски градови
- Петрозаводск
- Либек
- Њу Рошел
- Ако
- Essaouira
- Santiago de Figueiró
- Коријентес
- Њупорт (Роуд Ајланд)